# Noord-Hollands hoen

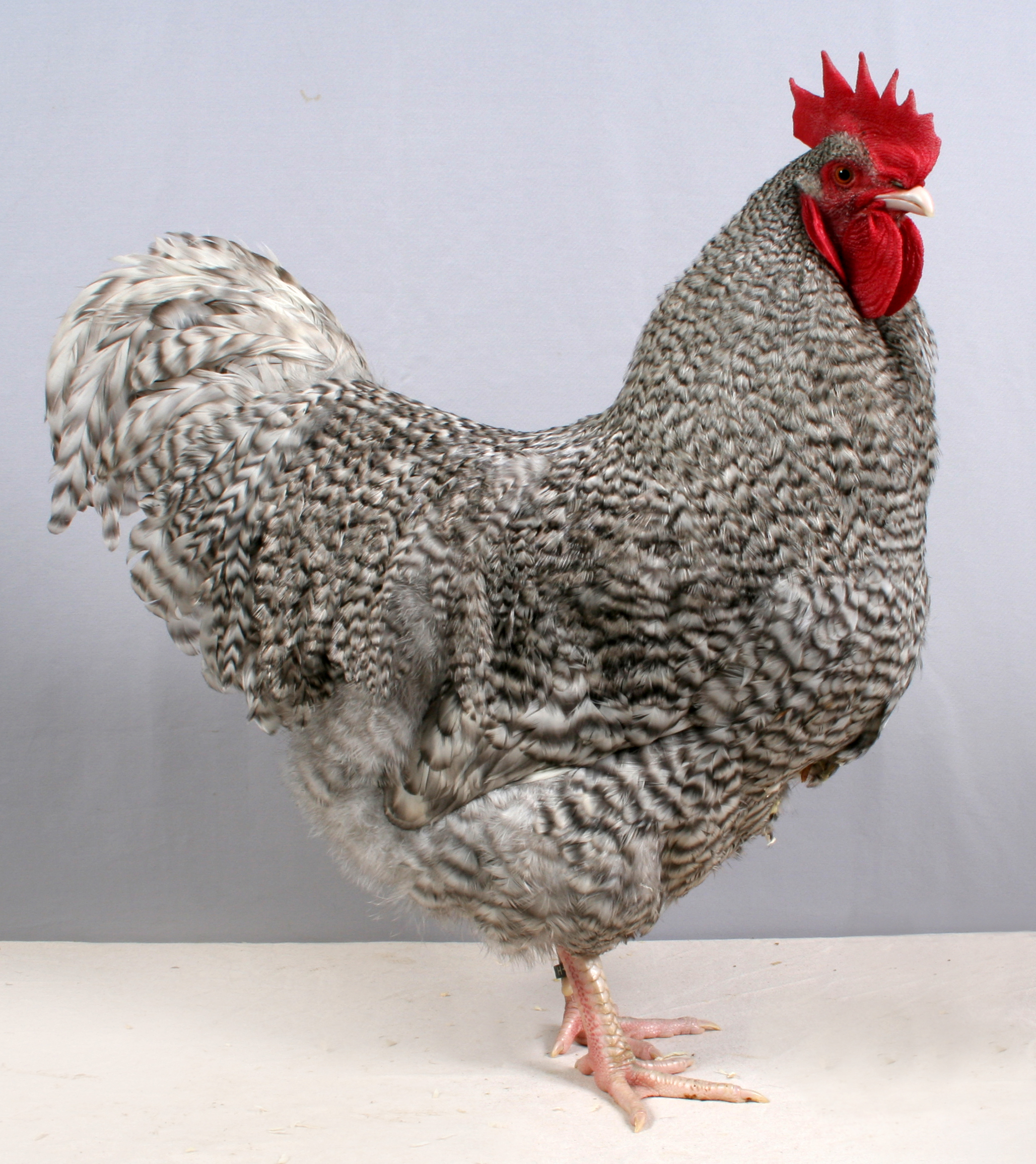
Haan

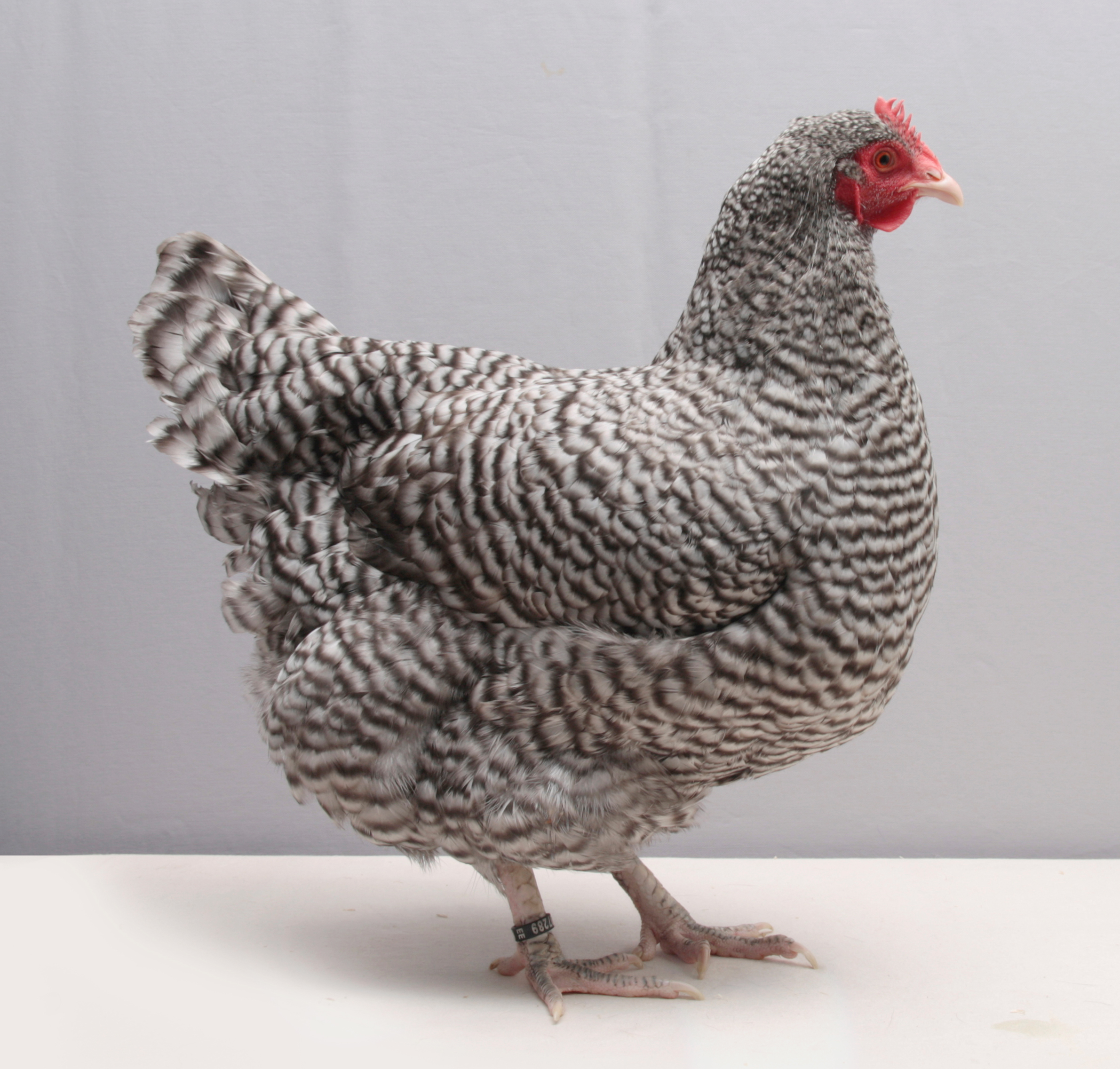
Hen

Het Noord-Hollands hoen, meestal Noord-Hollandse blauwe genoemd, is een kippenras uit Noord-Holland. Het is een oorspronkelijk vleeskippenras. Er bestaat ook een krielvariant.

## Geschiedenis
De Noord-Hollandse blauwe, zoals de oorspronkelijke naam luidde, werd omtrent 1900 gecreëerd om aan de toenmalige grote vraag aan lichtgekleurd vlees in Amsterdam te voldoen, die mede door de immigratie van joden veroorzaakt werd.  Omdat het Mechelse hoen in het ruige klimaat van Noord-Holland niet goed gedijde, werd op de basis van dit ras een kruisingsproduct gefokt met gebruikmaking van onder andere de Brugse vechter, Plymouth rock en lokale Hollandse landrassen. In 1934 werd de eerste standaard vastgelegd door de toenmalige Noord-Hollandse Blauwenclub van Nederland.
Vele jaren bleef het Noord-Hollands hoen een grote rol spelen in de productie van kippenvlees. In de jaren na de Tweede Wereldoorlog kreeg het ras echter grote concurrentie door Amerikaanse vleeskippen en hybridevleesrassen. Het laatste grote fokbedrijf van Noord-Hollandse blauwen sloot uiteindelijk in 1977 de deuren.

## Eigenschappen

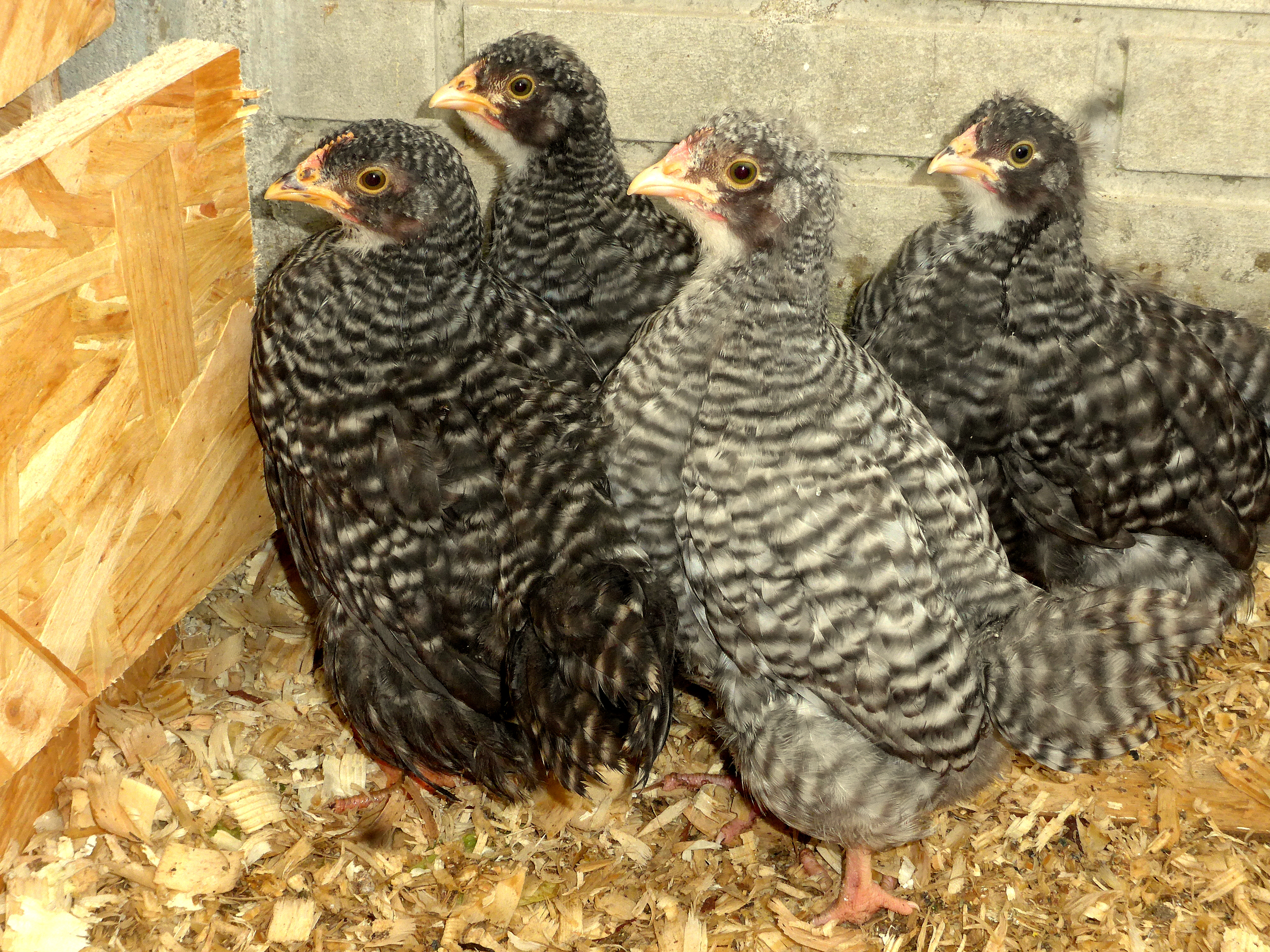
Zes weken oude kuikens (het haantje is lichter van kleur dan de drie hennen)

Het ras komt in één enkele kleurslag voor, en wel koekoek. Het voordeel van koekoekveren is dat de veerschacht kleurloos is en bij eventueel onvolledig plukken niet opvalt. De vleeskleur is bij de koekoekkleurige kippen erg bleek, wat ooit buitengewoon gewaardeerd werd. Het gewicht van de hanen is 3,5–4,0 kg, dat van de hennen 2,75–3,25 kg. De hennen leggen ongeveer 140 eieren per jaar.
Een bijzonderheid: Het ras is autosexend, d.w.z. de kuikens van hanen en hennen verschillen duidelijk, de hennenkuikens zijn een stuk donkerder dan de haantjes.

## Noord-Hollandse blauwen in het buitenland
Het ras kreeg in het begin van de 20e eeuw een grote internationale roem door de goede fokeigenschappen. In 1934 werd het ras in Groot-Brittannië geïntroduceerd. Vanwege de mogelijke verwarring met de Franse Marans werd het ras daar echter uitsluitend erkend met gevederde loopbenen.
In Duitsland werd het Noord-Hollands hoen gebruikt als basis bij de schepping van het Nederrijns hoen. Vanwege de grote overeenkomst tussen de twee rassen werd het Duitse ras in Nederland nooit erkend. Wel kon de krielvariant van de Nederrijner na enige veranderingen weer erkend worden als krielvariant van het Noord-Hollands hoen.

## Speciaalclub
In Nederland wordt het ras begeleid door de "Assendelfter en Noord-Hollandse Blauwen Club", die in 1981 opgericht werd.

## Foto's

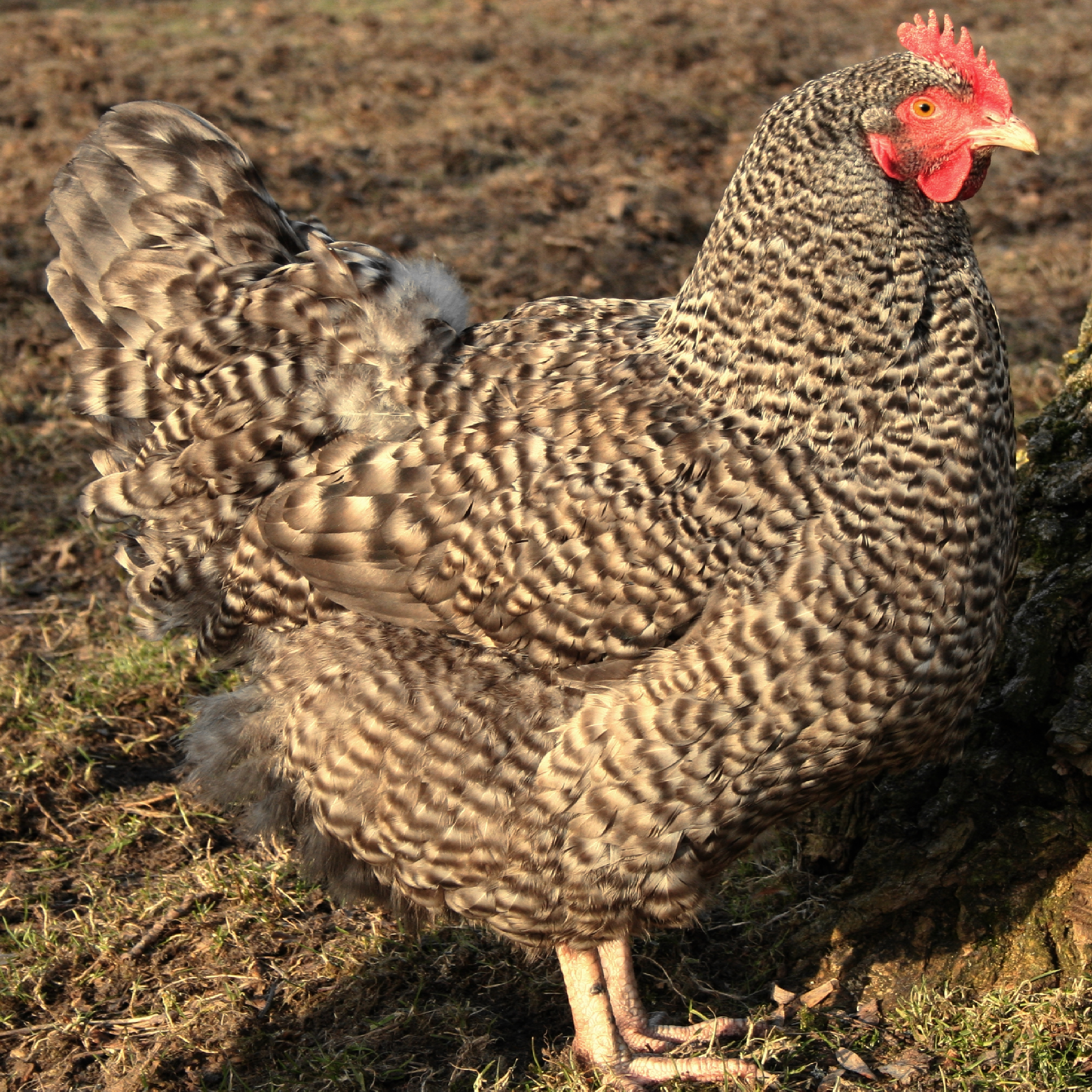
Hen
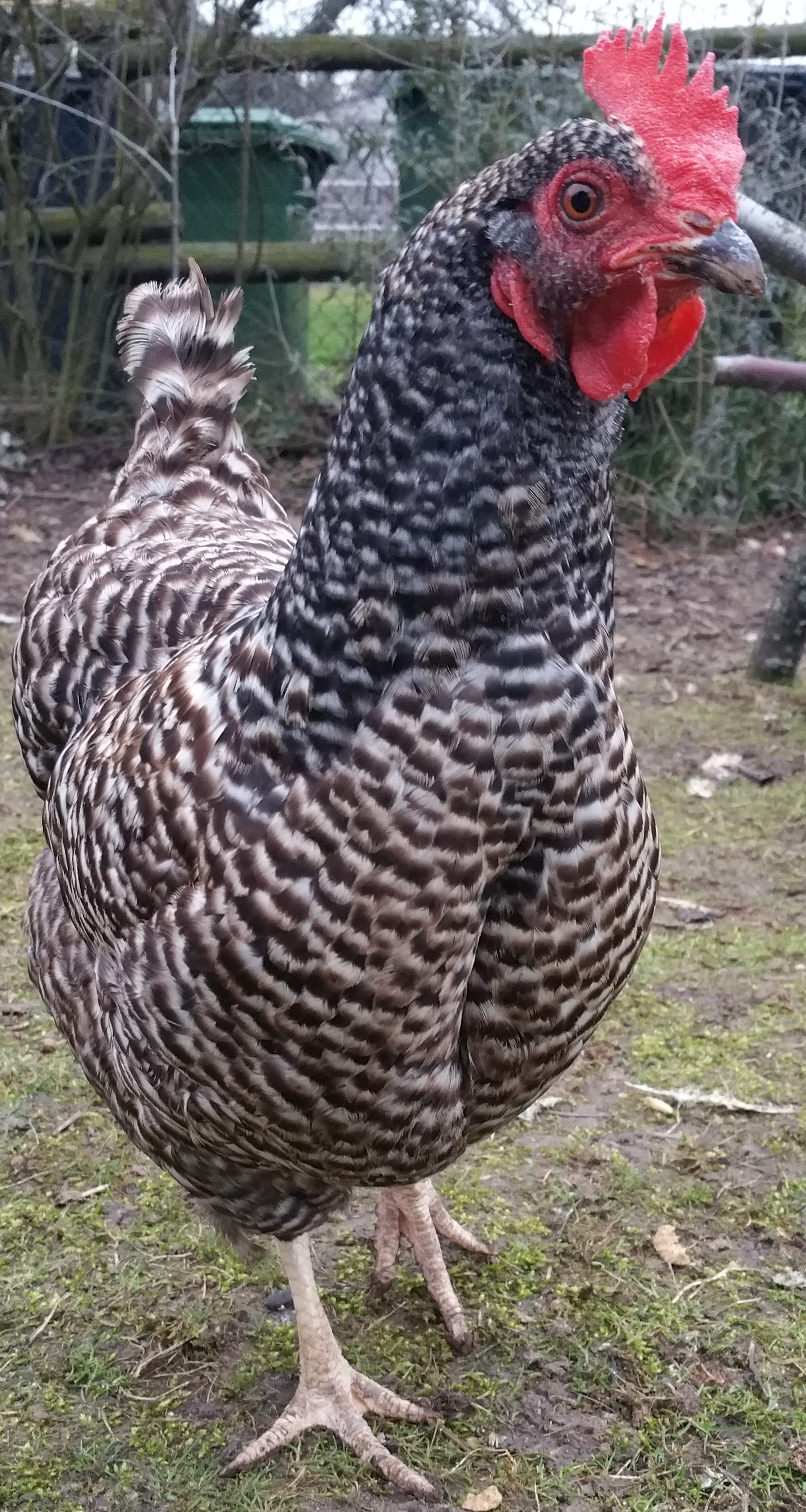
Hen van het "zusterras" (Nederrijner)